# MyBB
MyBB (abreviatura de MyBulletinBoard) es un sistema de gestión de foros gratuito y de código abierto. Está programado en el lenguaje PHP y soporta bases de datos MySQL, PostgreSQL y SQLite. Permite configurar replicación maestro/esclavo y tolerancia a fallos en la base de datos.

## Características
Lo mejor de los foros MyBB es su gran funcionalidad frente a otros gestores de foros como phpBB o SMF. Proporciona multitud de funcionalidades manteniendo un carácter gratuito.

### Características generales
- Cantidad ilimitada de foros y subforos, usuarios registrados, temas visuales y mensajes almacenados.
- Buscador integrado.
- Panel de control de usuario y administrador.
- Fácil instalación de plugins y modificaciones sin necesidad de manipular el código.
- Feeds RSS generados automáticamente para las suscripciones a todo el foro o a subforos concretos.
- Posibilidad de modificar las plantillas (HTML para anidar el contenido del foro) y los temas visuales, y de exportarlos e instalar nuevos.
- Posibilidad de tener varios idiomas, temas visuales y plantillas activos al mismo tiempo en el foro, para que los usuarios puedan elegir entre ellos.

### Características para usuarios
- Suscripciones a foros y temas, notificaciones por correo electrónico, lista de temas favoritos y lista de amigos.
- Perfiles personalizables y mensajería privada.
- Posibilidad de personalizar el avatar, firma, suscripciones y demás datos, junto a otros que el administrador haya podido incluir en los perfiles.
- Emoticonos, posibilidad de adjuntar archivos y más posibilidades.

### Características para moderadores
- Permite la moderación masiva de temas: los moderadores pueden marcar varios temas y aplicarles la misma acción a todos.
- Los moderadores pueden abrir y cerrar temas, aprobarlos o desaprobarlos, cerrar, mover y copiar hilos del foro, así como unir o fusionar dos temas distintos en uno sólo.
- Dentro de los temas, los moderadores pueden marcar mensajes individuales y aplicarles la misma acción.
- Permite juntar mensajes, editarlos y separar varios mensajes de un mismo tema a dos diferentes.
- Panel de moderación.

### Características para administradores
- Se pueden crear campos nuevos para los perfiles de usuarios. De este modo, se pueden introducir muchos más datos en los perfiles de los usuarios (como identificación en otros foros, números de teléfono, IDs en servicios en línea y mucho más).
- Posibilidad de ocultar foros, haciéndolos invisibles a invitados, o bien haciendo que sea necesario el registro para visualizarlos.
- La plantilla puede ser editada directamente con HTML, lo que permite la introducción de scripts de publicidad, contadores de estadísticas y demás de manera sencilla.
- Herramienta de backup de la base de datos integrada, así como herramientas para optimizarla y corregir errores en el conteo de estadísticas, de modo automático.
- La instalación y la actualización a posteriores versiones se realiza de manera rápida y sencilla. Existe un script integrado en el foro que realiza todos los cambios necesarios para actualizar, y que no siempre es necesario utilizar. En ocasiones es suficiente con subir al servidor los archivos modificados de la nueva versión.

## Seguridad en MyBB
Pese a que todos los sistemas de foros tienen bugs y ningún sistema estará exento nunca, la seguridad en MyBB es una de las prioridades. La actualización a nuevas versiones del foro por parte del equipo de desarrollo de MyBB se realiza de forma inmediata tras la notificación y corrección de los agujeros de seguridad.
Como añadidos, los usuarios especificados como super administradores (en los archivos .php del foro) no pueden ser editados en el panel de administración. Es decir, aunque exista un coadministrador, no podrá editar los permisos del principal, cosa que sí sucedía en otros sistemas de foros.

## Historial de versiones
Los comienzos de MyBB son cerca del año 2001. El proyecto proviene de una división entre los desarrolladores del XMB Group. Una parte continuará con el proyecto (que sigue activo actualmente), y otros comenzarán su propio proyecto llamado DevBB, que sería lanzado en abril del 2002.
DevBB es el predecesor de MyBB como tal. La versión 1.0 de MyBB fue lanzada el 9 de diciembre de 2005. El 2 de septiembre de 2006 se lanza MyBB 1.2, la actual serie del gestor de foros, que continúa estando soportada por el MyBB Group y que recibe actualizaciones para parchear bugs y problemas de seguridad.

### MyBB 1.4
Esta versión trae algunas novedades muy demandadas por los usuarios, tales como un panel de moderación, sistema de sanciones en forma de barra de Warning integrado con el sistema, y una reestructuración completa del panel de administración, entre otras muchas.
Actualmente se usa la versión 1.4.14, pero esta versión ya fue suplantada por MyBB 1.6 Aunque sigue siendo soportada por MyBB Group

### MyBB 1.6
Fue lanzada el 2 de agosto de 2010, donde se solucionaron problemas de la versión 1.4.x y se implementaron más de 40 nuevas características.
Para más información sobre esta versión, visite el siguiente vínculo (en inglés)
MyBB 1.6 Released!

### MyBB 1.8
MyBB 1.8 es la última versión estable del producto. Su anuncio no-oficial fue lanzado el 1 de abril de 2012, donde se hizo pasar como una broma del día de los tontos y dejando en duda a toda la comunidad sobre la veracidad de esta versión y fue hasta el 3 de abril de 2012 cuando se hizo el anuncio oficial de su futura salida.
Para más información sobre esta nueva versión, visite el siguiente vínculo (en inglés)
MyBB 1.8 Released!

### MyBB 2.0
Esta será una sobreescritura completa del código, tendrá muchos cambios notables, aún no se sabe mucho de esta versión, pero entre los pocos datos que ha publicado MyBB Group uno de los cambios más notables será el nuevo estilo por defecto.

### Sistema de versiones
Las versiones de MyBB constan de tres números separados por un punto: A.B.C
- A indica la versión global, por ejemplo 1.0.0, o 1.1.0 son la misma versión global. Se produce un cambio en esta cifra cuando se reescribe el núcleo del programa casi por completo. No ha habido cambios de este tipo todavía.
- B indica la sub-versión. Se trata de versiones que, sin reescribir el núcleo del sistema, proporcionan nuevas funcionalidades o que modifican notablemente las existentes. Por ejemplo 1.1.0 y 1.2.0, donde se modificó el sistema de reputación, entre otras cosas, y 1.2.0 frente a 1.4.0. Las versiones con número par son públicas, y las impares son versiones de desarrollo. No habrá MyBB 1.3, ya que 1.3 es el código que los desarrolladores utilizan. Cuando se libere, se hará como MyBB 1.4.
- C indica el parche actual. Este número se incrementa cuando se lanza una corrección para fallos o problemas de seguridad. No suelen traer mejoras a no ser que se trate de algo que aumente la estabilidad o seguridad del sistema. Por ejemplo, 1.2.12 y 1.2.13.